# Ismaël Gharbi
Ismaël Gharbi   (París, 10 d'abril de 2004) és un futbolista professional francès que juga com a migcampista al SC Braga. Nascut a França, ha representat tant França com Espanya a nivell internacional juvenil.

## Carrera de club
Gharbi va començar la seva carrera al Paris FC el 2010, i es va incorporar a l'Acadèmia del París Saint-Germain en 2016. El 2020, va formar part de l'equip del PSG que va participar en la Copa Internacional Alkass de Qatar, quedant en tercer lloc. Va marcar 5 gols durant el torneig; un doblet contra el Kashiwa Reysol en la fase de grups, un gol contra el Zenit Saint Petersburg en els quarts de final, un contra l'Inter de Milà en les semifinals, i un altre contra l'Acadèmia Mohammed VI en el partit pel tercer lloc.
L'abril de 2021, Gharbi va ser inclòs en la llista de convocats del París Saint-Germain per al partit d'anada dels quarts de final de la Lliga de Campions de la UEFA contra el FC Bayern de Múnic, que va acabar amb la victòria dels parisencs per 3-2 a l'Allianz Arena. El 14 de juliol de 2021, va marcar un gol en la seva primera aparició amb el primer equip del PSG, una victòria per 4-0 en un amistós contra el Le Mans al Camp des Loges. L'1 d'agost de 2021, va debutar com a professional, entrant com a suplent en una derrota per 1-0 al Trophée des Champions davant el Lille.

## Carrera internacional
Gharbi ha estat convocat per la selecció sub-17 de França. La Federació de Futbol de Tunísia ja havia fet esforços per convèncer Gharbi que representés a Tunísia en lloc de França.

## Estil de joc
Gharbi és un jugador polivalent; encara que principalment és un migcampista atacant, també pot jugar d'extrem i de central. Hervé Guégan, que va entrenar a Gharbi en la Copa Internacional Alkass de 2020, ha afirmat que és un jugador "tècnicament còmode" i que "sempre fa les passades amb bona sincronització."

## Vida personal
Nascut a França, Gharbi és d'origen tunisià.

## Estadístiques
A últim partit jugat l'1 d'agost de 2021
| Club                | Temporada     | Lliga         | Lliga       | Lliga | Copa        | Copa  | Continental | Continental | Altres      | Altres | Total       | Total |
| Club                | Temporada     | Divisió       | Aplicacions | Metes | Aplicacions | Metes | Aplicacions | Metes       | Aplicacions | Metes  | Aplicacions | Metes |
| ------------------- | ------------- | ------------- | ----------- | ----- | ----------- | ----- | ----------- | ----------- | ----------- | ------ | ----------- | ----- |
| París Saint-Germain | 2021-22       | Lliga 1       | 0           | 0     | 0           | 0     | 0           | 0           | 1           | 0      | 1           | 0     |
| Carrera total       | Carrera total | Carrera total | 0           | 0     | 0           | 0     | 0           | 0           | 1           | 0      | 1           | 0     |